# Francisco Beltrão Futebol Clube
O Francisco Beltrão Futebol Clube é um clube de futebol brasileiro da cidade de Francisco Beltrão, no estado do Paraná.
O clube é recente , tendo sido criado no início de 1993, substituindo os dois antigos clubes da cidade, o Real Beltronense e o União Beltronense. O Beltrão, como é popularmente conhecido, já foi campeão 2 vezes da Segunda Divisão do Campeonato Paranaense, e campeão 1 vez da Terceira Divisão do Campeonato Paranaense na temporada 2012.

## Títulos
| ESTADUAIS | ESTADUAIS                          | ESTADUAIS | ESTADUAIS   |
|           | Competição                         | Títulos   | Temporadas  |
| --------- | ---------------------------------- | --------- | ----------- |
|           | Campeonato Paranaense - 2ª Divisão | 2         | 2000 e 2002 |
|           | Campeonato Paranaense - 3ª Divisão | 1         | 2012        |